# Municipio de Shingobee
El municipio de Shingobee (en inglés: Shingobee Township) es un municipio ubicado en el condado de Cass en el estado estadounidense de Minnesota. En el año 2010 tenía una población de 1514 habitantes y una densidad poblacional de 8,26 personas por km².

## Geografía
El municipio de Shingobee se encuentra ubicado en las coordenadas 47°3′48″N 94°36′2″O / 47.06333, -94.60056. Según la Oficina del Censo de los Estados Unidos, el municipio tiene una superficie total de 183.22 km², de la cual 135.63 km² corresponden a tierra firme y (25.97%) 47.59 km² es agua.

## Demografía
Según el censo de 2010, había 1514 personas residiendo en el municipio de Shingobee. La densidad de población era de 8,26 hab./km². De los 1514 habitantes, el municipio de Shingobee estaba compuesto por el 83.55% blancos, el 0.07% eran afroamericanos, el 13.54% eran amerindios, el 0.46% eran asiáticos, el 0.07% eran isleños del Pacífico, el 0.2% eran de otras razas y el 2.11% pertenecían a dos o más razas. Del total de la población el 1.65% eran hispanos o latinos de cualquier raza.